# Empogona cacondensis
Empogona cacondensis är en måreväxtart som först beskrevs av William Philip Hiern, och fick sitt nu gällande namn av James Tosh och Elmar Robbrecht. Empogona cacondensis ingår i släktet Empogona och familjen måreväxter. Inga underarter finns listade i Catalogue of Life.